# میه‌چیسواف هورشوفسکی

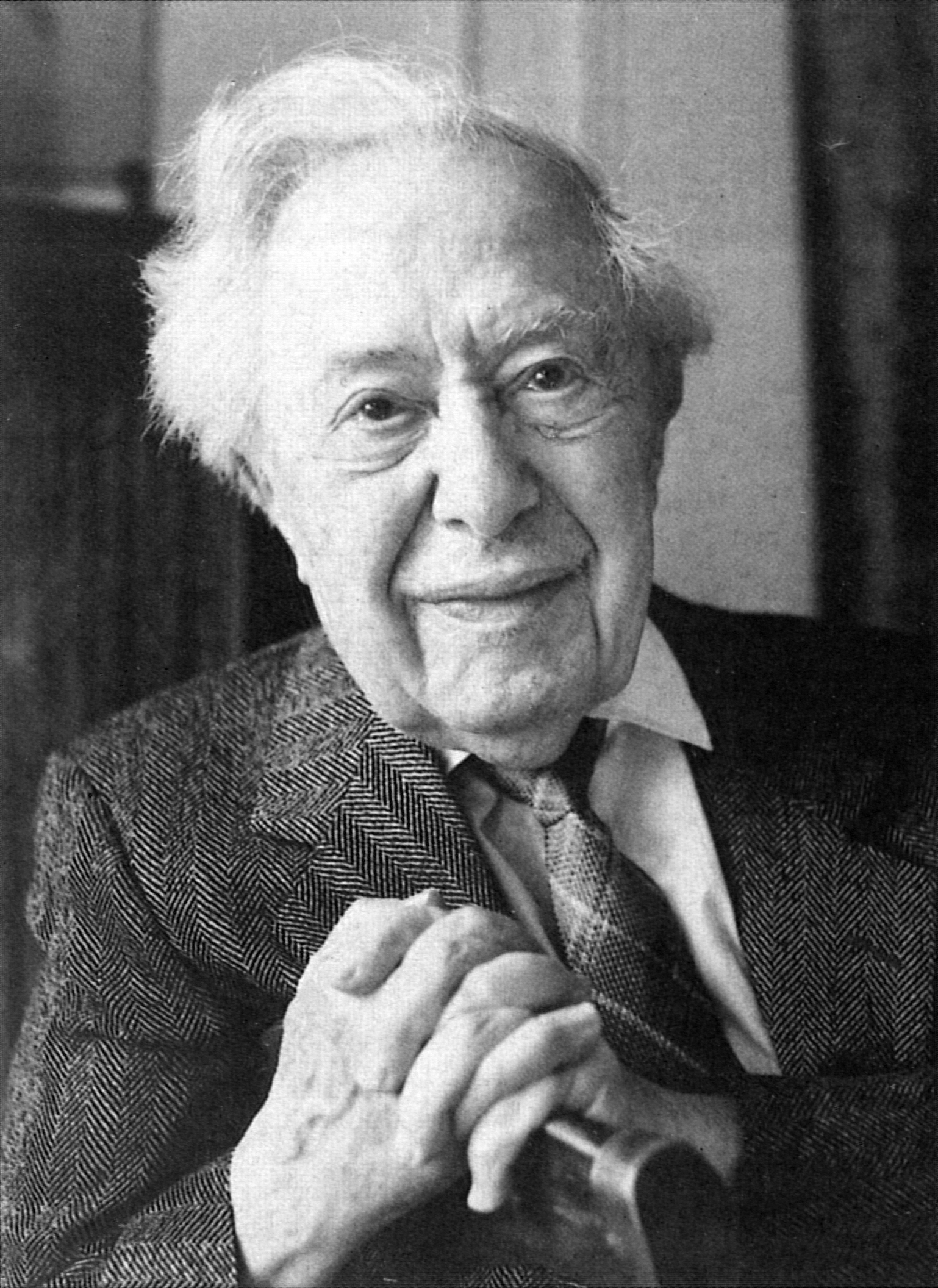
هورشوفسکی در سال ۱۹۹۰

میه‌چیسواف هورشوفسکی (لهستانی: Mieczysław Horszowski) پیانونواز لهستانی-آمریکایی بود که یکی از طولانی‌ترین دوران‌های فعالیت حرفه‌ای را در تاریخ نوازندگی داشت. قامت کوتاه و دستان کوچکش اجازه نمی‌داد سمت آثار چالش‌برانگیز موسیقایی برود و شاید از همین‌رو بود که به شهرت ابرستاره‌هایی همچون روبینشتاین و هوروویتز نرسید. با وجود این هورشوفسکی تحت آموزه‌های تئودور لشیتسکی پیانو را بسیار طبیعی و موزون می‌نواخت چنان‌که احساس و شعور به‌یک میزان از اجراهایش می‌تراوید.